# 高安亮
高安 亮（たかやす りょう、1981年7月19日 - ）は、日本の男子競泳選手。2005年世界水泳選手権400mメドレーリレー銅メダリスト。

## 来歴
- 1981年7月19日、神奈川県川崎市に生を受ける。
- 4歳から喘息を和らげるために水泳を始める。
- 川崎市立野川中学校→私立法政大学第二高等学校→筑波大学体育専門学群
- 2005年3月にコナミスポーツに入社。
- 1997年にサンタクララ国際大会に出場して以来多くの国際大会で戦ってきた。
- 5回世界水泳選手権の日本代表に選ばれている（2001年・2003年・2005年・2007年・2009年）。

## 主な成績
- 2001年7月、世界水泳福岡⇒50mバタフライで26位、100mバタフライで20位。
- 2003年7月、世界水泳バルセロナ⇒50mバタフライで15位、100mバタフライ予選失格。
- 2003年8月、ユニバーシアード大会大邱⇒50mバタフライで6位、100mバタフライで3位、400mフリーリレーで8位、400mメドレーリレーで4位。
- 2005年7月、世界水泳モントリオール⇒50mバタフライで18位、100mバタフライで8位、400mメドレーリレーで3位[1]。
- 2006年8月、パンパシフィック水泳選手権ビクトリア⇒100mバタフライで2位、400mメドレーリレーで2位。
- 2006年12月、アジア競技大会ドーハ⇒50mバタフライで2位、100mバタフライで2位。
- 2007年3月、世界水泳メルボルン⇒50mバタフライで10位、100mバタフライで23位。
- 2009年7月、世界水泳ローマ⇒50mバタフライで25位。
- 2010年10月、FINA競泳ワールドカップ東京大会⇒50mバタフライで7位、100mバタフライで8位。
- 2010年12月、世界短水路選手権ドバイ⇒50mバタフライで31位、100mバタフライで13位、100m自由形で43位。
- 2011年11月、FINA競泳ワールドカップ東京大会⇒50mバタフライで優勝、100mバタフライで優勝。